# Конка станицы Крымской
Ко́нка стани́цы Кры́мской — система конно-железных дорог, функционировавшая в станице Крымской (ныне город Крымск) с 1921 по 1932 годы.

## История
- 1921 — открытие движения
- 1932 — закрытие движения.

## Маршрут
Станция «Крымская» — улица Маршала Гречко — мост — рынок — улица Ленина — улица Демьяна Бедного.